# Crema Magazin
Das crema Magazin ist eine deutschsprachige PR- und Special-Interest-Zeitschrift, die sich an Kaffeeliebhaber, Baristas, Röster sowie an die Gastronomie- und Hotelleriebranche richtet. Sie erscheint seit Oktober/November 2007 im Münchner BT-Verlag zweimonatlich in gedruckter Form sowie digital als ePaper.

## Inhalt und Ausrichtung
Das crema Magazin richtet sich primär an eine Business-to-Consumer-Zielgruppe, also direkt an kaffeeinteressierte Endverbraucher. crema behandelt dabei vielfältige Themen rund um den Kaffee, darunter:
- Röstereiporträts
- Tests von Kaffeemaschinen und Zubehör
- Reportagen aus der internationalen Kaffeeszene
- Interviews mit Barista-Weltmeistern und Branchenexperten
- Empfehlungen für hochwertige Kaffeebohnen
- Zubereitungstipps für Espresso, Filterkaffee und Spezialitäten[6][7]

Seit 2014 erscheint der Thementeil crema business als Sonderbeilage oder Sonderrubrik. Er soll sich auf den professionellen Kaffeemarkt konzentrieren.

## Röster des Jahres
Seit 2008 vergibt die Redaktion jährlich die Auszeichnung Röster des Jahres an herausragende Röstereien im deutschsprachigen Raum. Neben der Röstqualität sind Sortiment und Rohkaffeeauswahl sowie der Nachhaltigkeitsaspekt bei der Wahl entscheidend. Ebenso fallen der Kundenservice bei der Bestellung über den Online-Shop, Verpackung und Liefergeschwindigkeit ins Gewicht.

## Crema Coffee Guide
Der Crema Coffee Guide ist eine seit 2017 jährlich erscheinende Sonderausgabe des crema-Magazins. Die Redaktion von crema stellt darin ausgewählte Röstereien, Cafés und Kaffeebars aus Deutschland, Österreich, der Schweiz und Italien vor. Der Guide wird regelmäßig erweitert und überarbeitet.